# ガルガッツォーネ
ガルガッツォーネ（伊: Gargazzone ; 独: Gargazon ガルガツォーン）は、イタリア共和国トレンティーノ＝アルト・アディジェ州ボルツァーノ自治県にある、人口約1,800人の基礎自治体（コムーネ）。

## 地理

### 位置・広がり
ボルツァーノ自治県中部、ブルグラヴィアート（ブルクグラーフェンアムト）地方 (Burggrafenamt) に属するコムーネ。メラーノから南南東へ約10km、県都ボルツァーノから北西へ約26km、州都トレントから北へ約57kmの距離にある。

#### 隣接コムーネ
隣接するコムーネは以下の通り。
- ラーナ
- メルティナ
- ナッレス
- ポスタル
- テルラーノ
- テージモ

### 地勢
- 川: アディジェ川

## 行政

### Comunità comprensoriale
ボルツァーノ自治県が設けた行政区画 Comunità comprensoriale では、ブルグラヴィアート / ブルクグラーフェンアムト  (Burggrafenamt) （中心地: メラーノ）に属する。
- ブルクグラーフェンアムト
- ブルクグラーフェンアムトのコムーネ（中心地メラーノは9）。ガルガッツォーネは3。

## 住民

### 言語
| 言語集団調査（2011年） | 言語集団調査（2011年） | 言語集団調査（2011年） | 言語集団調査（2011年） | 言語集団調査（2011年） |
| ---------------------- | ---------------------- | ---------------------- | ---------------------- | ---------------------- |
|                        |                        |                        |                        |                        |
| ドイツ語               | ドイツ語               |                        | 78.68%                 | 78.68%                 |
| イタリア語             | イタリア語             |                        | 20.33%                 | 20.33%                 |
| ラディン語             | ラディン語             |                        | 0.99%                  | 0.99%                  |

2011年に行われた、住民がドイツ語・イタリア語・ラディン語のいずれの「言語集団」に属するかの調査によれば（ボルツァーノ自治県#言語集団調査参照）、住民の約79%がドイツ語話者、約20%がイタリア語話者である。